# Bêta-agoniste
Les bêta-agonistes ou bêta-adrénergiques sont une famille de produits chimiques qui a été massivement utilisés comme agents dopants (anabolisants, additifs agro-vétérinaires dits « agents répartiteurs » (utilisés pour passivement augmenter la masse musculaire de certains animaux d'élevage, tout en diminuant leur taux de graisse). Ils sont aussi utilisés pour le dopage de sportifs ou de chevaux de course, bien qu'interdits.
Ce sont aussi des médicaments vétérinaires ou des produits pharmaceutiques destinés à l'être humain.

## Principes d'action
Les bêta-agonistes (ou bêta-Adrénergique) agissent via le système nerveux sympathique sur divers organes et fonctions biologiques.
Mode d'action : ils reproduisent les effets bêta 2 des catécholamines. 

## Utilisation par l'élevage industriel
Des éleveurs se sont rendu compte que les animaux traités avec des bêta-agonistes (médicaments vétérinaires) contre des maladies respiratoires prenaient rapidement du poids. 
Certains ont alors utilisé des bêta-agonistes pour doper la croissance de leurs animaux (le gain de muscles peut être le double de ce qui était obtenu avec des injections de testostérone). 
De plus, les animaux sont également alors moins gras (les bêta-agonistes ont en effet aussi un effet anti-lipogenèse, notamment observé en période de « finition » (dernière période d'engraissement avant envoi de l'animal à l'abattoir)), tout en produisant une viande beaucoup plus protéinée  (par inhibition du catabolisme protéique et par dopage de l'anabolisme dans le muscle) allait dans le sens d'une nouvelle demande de nombreux acheteurs.  
Depuis le 1er janvier 1988, Les bêta-agonistes sont totalement interdits d'utilisation en Europe, mais les viandes importées peuvent provenir d'animaux traités dans d'autres pays, et des fraudes sont encore régulièrement constatées dans certains élevages, dont en Europe.
Les produits (interdits en Europe) qui sont ou ont été les plus utilisés pour les animaux d'élevage sont : 
- le méthyl-cimatérol,
- l'hydroxyméthyl-clenburérol ou NA 1141,
- le fénotérol,
- la ractopamine,
- le métoprolol,
- le clenbutérol,
- le mabutérol,
- le tulobutérol,
- le cimatérol,
- le salbutamol,
- la terbutaline,
- le méthyl-Clenbutérol (ou clenpentérol ou NAB 760),
- le méthl-mabutérol (ou mapentérol)

En 200?-2003, le taux d'échantillons de viande de bovins contenant du clenbutérol variait en Europe de 0 % au Danemark (où existe une politique très répressive) à 36 % en Espagne, la France se situant en 3e place, juste après l'Espagne et la Belgique, mais ces résultats sont à utiliser avec précaution, la pression de recherche et de surveillance et le nombre d'animaux testés, au hasard ou non variant selon les pays.
Aux États-Unis et Canada, Australie et Nouvelle-Zélande, certains anabolisants sont encore autorisés (ex. : Œstradiol, progestérolne, testostérone, brembolone et zéranol) sans que ces pays recherchent par ailleurs les bêta-agonistes interdits.

### Influences sur la qualité des viandes
Selon les études faites sur les effets des bêta-agonistes sur les qualités organoleptiques des viandes (de vaches, cochons et moutons), mais aussi en matière de tendreté (laquelle dépend de l'état de contraction du muscle lors de l'entrée en rigidité cadavérique), de qualité du tissu conjonctif, de maturation de la viande (cf évolution de son pH après la mort, déterminant pour l'activité des enzymes qui produisent les précurseurs d’arômes, dont certains seront stockés dans la graisse), de jutosité (influencée par avec la teneur en eau et en lipide de la viande, ainsi que par ses capacités de rétention en eau), etc. Le traitement des animaux d'élevage par des bêta-agonistes influe directement ou indirectement sur toute ou grande partie des qualités de la viande.
Ils diminuent la quantité de lipides, ce qui est apprécié des consommateurs depuis les années 1970.
Par contre, les bêta-agonistes durcissent la viande en accélérant la maturité des tissus conjonctifs (selon les tests de cisaillement qui sont une des mesures permettant de juger de la tendreté de la viande). 
Ils en diminuent la jutosité, et en changent le goût en diminuant les réserves en glycogène du muscle, ce qui induit aussi une moindre chute du pH et par suite une maturation dégradée de la viande (du collagène notamment, avec en sus une augmentation du pH final qui inhibe la maturation enzymatique (protéolyse) de la viande). Les lipides sont en outre moins présents, or ils participent à la tendreté de la viande. Une moindre couverture graisseuse accélère le refroidissement de la viande après la mort, ce qui inhibe aussi la maturation enzymatique. 
La différence de goût est significative : lors d'expérience faites en double aveugle où des consommateurs volontaires ont été invités à goûter deux types de viande, tous ont su faire la différence et trouvé moins bonne la viande issue d'animaux traités,,.
Ils augmentent le poids des carcasses, avec moins de lipides, mais avec plus d'eau contenue dans le muscle. 
La viande d'animaux ayant reçu ces produits a une couleur tirant un peu plus vers le noir que le rouge (la couleur, mesurée par réflectométrie, est l'une des qualités organoleptiques), bien que les mesures puissent souffrir de biais statistique en raison d'une augmentation du nombre de fibres blanches dans la viande d'animaux traités aux bêta-agonistes. 

### Effets toxiques
Chez l'homme, on note des tremblements, maux de têtes, et une élévation du risque de cancer est soupçonnée.
Chez l'animal :
- une étude australienne a soumis deux groupes de rats à des entraînements de nage et de course. Le premier groupe  a subi des injections de Clenbutérol. Les premières semaines, ils ont effectivement vu leurs performances physiques augmenter, mais la tendance s'est ensuite inversée (à la quatrième semaine) avec des symptômes d'épuisement et une nette dégradation des performances au point de régresser derrière les rats non traités. 
En fin d'expérience, la dissection des rats a montré chez ceux qui avaient été dopés aux bêta-agonistes un cœur encombré de tissus conjonctifs au lieu du tissu musculaire, avec un risque d'arrêt cardiaque ;
d'autres études ont montré un effet non durable et des séquelles, de même que pour d'autres anabolisants du même type[6] ;
- chez les animaux d'élevage traités par certains bêta-agonistes, des anomalies physiologiques apparaissent, assez visibles et significatives pour servir de biomarqueurs indirects[7], même quand le produit n'est plus détectable dans l'urine ou le sang. C'est un des moyens développés pour la lutte contre l'usage illégal[8] de ces produits ;
- des anomalies histologiques et morphologiques importantes et caractéristiques du thymus - facile à détecter à l'abattoir - peuvent aussi indiquer l'utilisation illégale de Clenbuterol associé à d'autres molécules (dexaméthasone et autres stéroïdes sexuels ou corticostéroïdes... (encore retrouvés en Europe en 2012 après avoir été utilisés comme activateurs de croissance chez les veaux de boucherie et les bovins de boucherie). L'observation du thymus (sans analyse biochimique) permet de détecter certains anabolisants, même si ces derniers ne sont plus détectables dans le plasma sanguin[9]. En effet, même de « faibles doses de dexaméthasone (DXM), administré seul ou en association avec le clenbutérol comme facteur de croissance chez les bovins de boucherie, induisent des changements morphologiques dans le thymus » (augmentation de l'infiltrat graisseux, associé à une atrophie corticale avec une réduction très nette du ratio cortex/médulla (C/M) chez les animaux traités[9]. Sous un seuil de 0,93 pour le ratio C/M, il s'agit d'animaux traités au DXM (qui inhibe la sécrétion de cortisol) au cours de la période de traitement, mais avec un effet qui disparait 8 jours après la fin du traitement, ce qui permet qu'il ne soit plus détecté par les analyses classiques à l'abattoir[9].
- Ces produits semblent également interférer avec le système hormonal, avec des effets différents selon le sexe[10].

### Législation agricole et antidopage
- En agriculture : 
Ces produits sont interdits en Europe comme additifs d'élevage. 
En France, c'est la DGAL (Direction générale de l'alimentation) du ministère de l'Agriculture, qui est chargée d'effectuer les contrôles et analyses de béta-agonistes, avec un plan de contrôle annuel concernant les animaux de boucherie et les volailles, avec prélèvements faits dans les élevages (urine, eau de boisson ou éventuellement échantillons de poils) ou en abattoir (quelques centaines à milliers d'échantillons sont analysés chaque année (volailles, porcs, ovins, caprins et surtout bovins), avec un contrôle orienté ou renforcé[1]. 
La recherche des résidus peut se faire dans les tissus, mais aussi sécrétions, excrétions ou denrées[1].
- Dans le domaine sportif : 
En France, « la totalité des Bêta-2-agonistes » sont interdits pour les sportifs et les animaux de course (chevaux) « (y compris leurs deux isomères optiques s’il y a lieu) (...), sauf le salbutamol (maximum 1 600 microgrammes par 24 heures) et le salmétérol par inhalation, qui nécessitent une déclaration d’usage conformément au standard international pour l’autorisation d’usage à des fins thérapeutiques. La présence dans l’urine de salbutamol à une concentration supérieure à 1 000 ng/ml sera présumée ne pas être une utilisation thérapeutique intentionnelle et sera considérée comme un résultat d’analyse anormal, à moins que le sportif ne prouve par une étude de pharmacocinétique contrôlée que ce résultat anormal est bien la conséquence de l’usage d’une dose thérapeutique (maximum de 1 600 microgrammes par 24 heures) de salbutamol par voie inhalée »[2].

## Médecine
Ils peuvent avoir été illégalement utilisés comme agents de dopage chez des sportifs. 
Ils sont surtout utilisés comme bronchodilatateurs.
Il existe des bêta-agonistes à courte durée d'action (pour le traitement de la crise d'asthme) et à plus longue durée.